# Az Egyesült Arab Emírségek címere
Az Egyesült Arab Emírségek címere egy aranyszínű sas, mely Szaladin egyiptomi szultán jelképe. A sas mellén egy vörös színű korongon egy arab vitorlás, a dhow látható. Karmaiban egy vörös színű szalag van, melyen az ország neve olvasható.
2008. március 22-én a címert módosították, a dhow helyére az ország zászlaja és az emírségeket jelképező hét ötágú csillag került.